# Landgericht Weismain
Das Landgericht Weismain war ein von 1803 bis 1879 bestehendes bayerisches Landgericht älterer Ordnung mit Sitz in Weismain im heutigen Landkreis Lichtenfels. Die Landgerichte waren im Königreich Bayern Gerichts- und Verwaltungsbehörden, die 1862 in administrativer Hinsicht von den Bezirksämtern und 1879 in juristischer Hinsicht von den Amtsgerichten abgelöst wurden.

## Geschichte
Im Jahr 1803 wurde im Verlauf der Verwaltungsneugliederung Bayerns das Landgericht Weismain errichtet. Dieses wurde nach der Gründung des Königreichs Bayern dem Mainkreis zugeschlagen, dessen Hauptstadt Bamberg war.
Anlässlich der Einführung des Gerichtsverfassungsgesetzes am 1. Oktober 1879 wurde das Amtsgericht Weismain errichtet, dessen Sprengel sich aus den Gemeinden des vorherigen Landgerichtsbezirks Weismain zusammensetzte: Altenkunstadt, Arnstein, Burgkunstadt, Burkersdorf, Burkheim, Ebneth, Gärtenroth, Geutenreuth, Großziegenfeld, Hain, Kaspauer, Kirchlein, Kleinziegenfeld, Maineck, Mainroth, Modschiedel, Neudorf, Pfaffendorf, Strössendorf, Theisau, Wallersberg, Weiden, Weidnitz, Weismain und Wildenberg.